# Aspidoscelis rodecki
Aspidoscelis rodecki là một loài thằn lằn trong họ Teiidae. Loài này được Mccoy & Maslin mô tả khoa học đầu tiên năm 1962.